# William F. Kirby

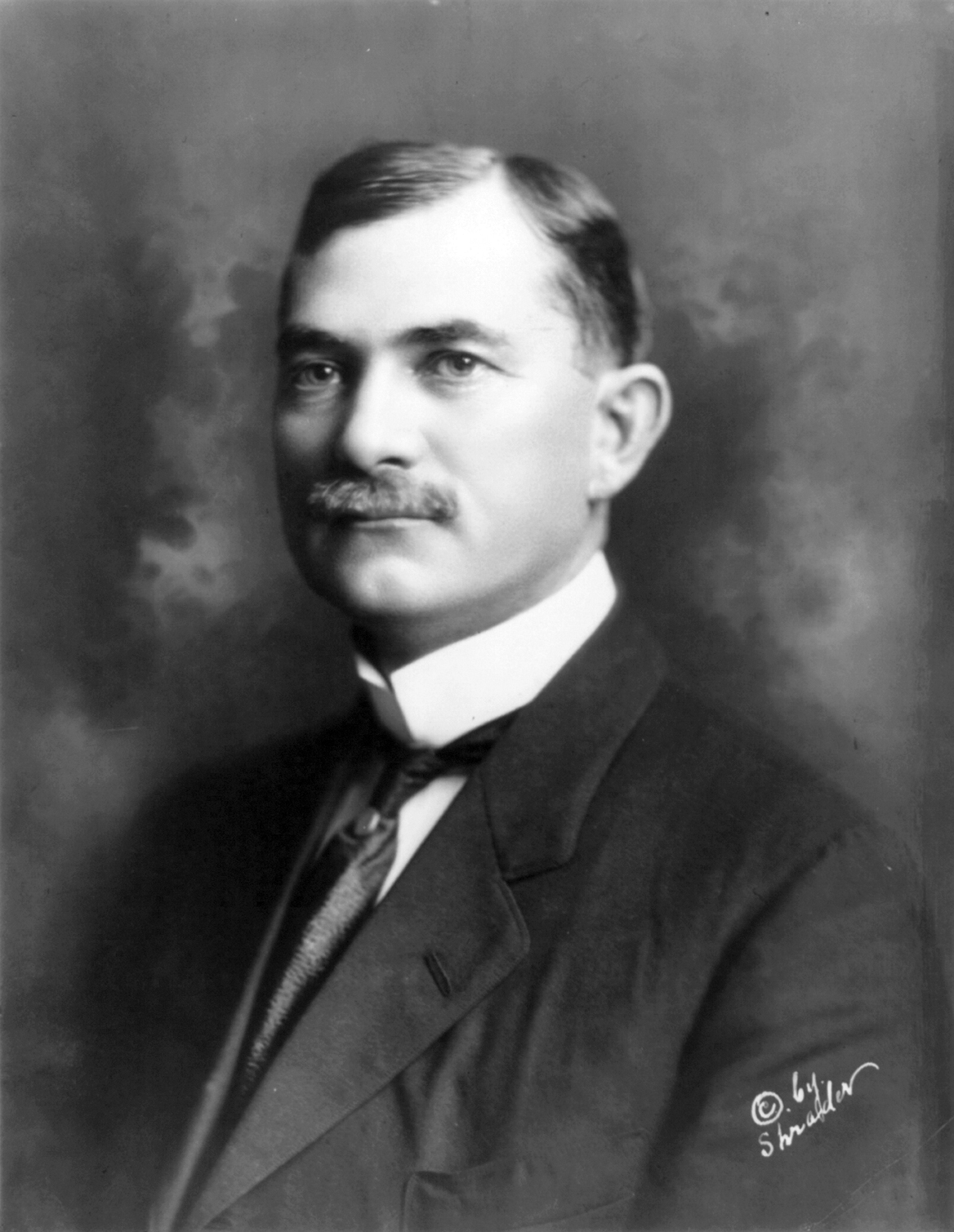
William F. Kirby

William Fosgate Kirby (* 16. November 1867 bei Texarkana, Arkansas; † 26. Juli 1934 in Little Rock, Arkansas) war ein US-amerikanischer Politiker (Demokratische Partei), der den Bundesstaat Arkansas im US-Senat vertrat.
William Kirby besuchte zunächst die öffentlichen Schulen, ehe er ein Jura-Studium an der School of Law der Cumberland University begann. Dort machte er 1885 seinen Abschluss, woraufhin er im selben Jahr in die Anwaltskammer aufgenommen wurde und in seinem Heimatort Texarkana zu praktizieren begann.
1893 begann Kirbys politische Laufbahn, als er in das Repräsentantenhaus von Arkansas einzog, wo er 1897 eine weitere Amtsperiode absolvierte. Von 1899 bis 1901 saß er im Staatssenat. 1904 verfasste er ein juristisches Fachbuch mit dem Titel Kirby’s Digest of the Statutes of Arkansas. Nach einem Umzug in die Staatshauptstadt Little Rock fungierte er von 1907 bis 1909 als Attorney General von Arkansas; von 1910 bis 1916 war er danach beigeordneter Richter am Obersten Gerichtshof des Staates.  
Er legte dieses Amt nieder, nachdem er zum Nachfolger des verstorbenen US-Senators James Paul Clarke gewählt worden war, und zog am 8. November 1916 in den Kongress ein. Im Senat stand Kirby dem Committee on Expenditures in the Department of Agriculture vor und war ferner Mitglied des Patentausschusses. 1920 wurde er von den Demokraten nicht erneut als Kandidat aufgestellt, sodass er am 3. März 1921 aus dem Senat ausschied; 1932 bewarb er sich ein weiteres Mal erfolglos um die Nominierung seiner Partei. Kirby nahm seine juristische Tätigkeit wieder auf und gehörte ab 1926 wieder dem Supreme Court von Arkansas an, wo er bis zu seinem Tod im Jahr 1934 verblieb.